# Solaris Volume Manager
Solaris Volume Manager (SVM; раньше известный как Online: DiskSuite, а затем Solstice DiskSuite) — приложение для создания и управления логическими томами RAID-0, RAID-1, RAID 0+1, RAID 1+0 и RAID-5.
Версия 1.0 Online: DiskSuite была выпущена для SunOS в конце 1991. SVM был включён в стандартную поставку Solaris 8 в феврале 2000.
Файловая система ZFS, добавленная в Solaris 10 6/06, имеет интегрированные средства управления логическими томами, но SVM включается в Solaris для использования с другими файловыми системами.